# سنگ نگاره‌های سرکوبه
سنگ نگاره‌های سرکوبه مربوط به دوران‌های تاریخی پس از اسلام است و در شهرستان خمین، بخش کمره، دهستان حمزه لو، روستای سرکوبه واقع شده و این اثر در تاریخ ۱۵ دی ۱۳۸۷ با شمارهٔ ثبت ۲۴۳۰۱ به‌عنوان یکی از آثار ملی ایران به ثبت رسیده است.